# Trombektomi
Akut trombolysbehandling och trombektomi kallas med ett samlingsbegrepp akut rekanaliserande behandling och kan ha avgörande betydelse för patienter med ischemisk stroke. Avsikten är att så snart som möjligt åstadkomma en arteriell rekanalisering för att begränsa skadans utveckling.
Utöver vid stroke görs trombektomi även vid hjärtinfarkt, lungemboli och DVT.

## Historia
Världens första trombektomi (vid blodpropp i hjärnan) utfördes 1994 på Sahlgrenska sjukhuset av överläkaren Gunnar Wikholm. Initialt kallade Wikholm behandlingen embolektomi, då det främst är embolier som orsakar proppar i hjärnan.

## Vårdkedja
En snabb vårdkedja är av yttersta vikt så att behandling inte fördröjs. Inom ambulanssjukvård och på akutmottagningar måste etablerade vårdprogram och triage för patientgruppen finnas.

## Trombolys eller Trombektomi
En trombektomi utförs när en stroke inte beror på en blödning utan en propp. Via ljumsken eller handleden går man in med ett instrument och suger ut proppen – eller fångar upp den i ett nät.
Trombektomi ska inte ersätta intravenös trombolys (IVT). Finns indikation för IVT ska detta snarast initieras och om relevant kärlocklusion föreligger följas av trombektomi så snart som möjligt. Föreligger kontraindikation för IVT kan vid relevant kärlocklusion trombektomi som enda behandling övervägas så snart som möjligt.